# Георги Паспалев (зоолог)
Вижте пояснителната страница за други личности с името Георги Паспалев.
Георги Василев Паспа̀лев е български зоолог, професор в Софийския университет и член-кореспондент в Българска академия на науките.

## Биография
Роден е на 21 септември 1895 г. в Кюстендил. През 1920 г. завършва естествени науки в Софийския университет. Работи като асистент от 1921 г. През 1925 – 1927 г. специализира в Берлин, Грайфсвалд и Неапол. В Грайфсвалд защитава докторат. Ученик е на Рихард фон Хертвиг. От 1929 до 1934 г. е уредник, а от 1934 до 1938 г. е директор на Морската биологическа станция във Варна. През 1929 г. е избран за доцент, а от 1941 г. е професор. От 1947 до 1950 г. е научен ръководител на Зоологическата градина при Българска академия на науките. Между 1947 и 1961 г. е ръководител на катедрата по зоология на гръбначните животни, а от 1955 до 1958 г. е декан на Биолого-геолого-географския факултет. През 1959 до 1965 г. е директор на Зоологическия институт с музей при Българска академия на науките. По редица обективни и субективни причини този период е най-тежкият в цялата 130-годишна история на днешния Национален природонаучен музей при Българската академия на науките.  От 1960 до 1967 г. е председател на Комисията по защита на природата при БАН. Член е на Академията по зоология в Агра, Индия. Умира на 6 ноември 1967 г.

## Научна дейност
Извършва изследвания в областта на цитологията, стимулационните явления, хидробиологията на Черно море, хелминтите по птиците, фауната на бозайниците в България. По-значими негови научни трудове са:
- „Цитологични изследвания на стимулирани яйца на морски таралежи“ (на немски език, 1925)
- „Принос към изследването на Варненския залив и Варненското езеро“ (на немски език, 1940)
- „Изследвания върху хелминтофауната на диви птици в района на Петрич и Гоце Делчев“ (в съавторство, 3 части, 1962 – 1965)